# Всеволозький Андрій Миколайович
Андрій Микитович Всеволозький (22 липня 1840 — 27 червня 1893) — російський державний діяч, дійсний статський радник і камергер Двора, нижегородський віце-губернатор, таврійський губернатор.

## Біографія
Народився в сім'ї великого землевласника, дійсного статського радника Микити Всеволозького (1799—1862), одруженого з другим шлюбом на Катерині Жеребцовій (1817—1868).
Виховувався в Санкт-Петербурзькому університеті і за звільненням з 1-го курсу з 14 січня 1859 був направлений в Департамент загальних справ Головного управління намісника кавказького з відрядженням в Тифліс в дипломатичну канцелярію намісника Кавказу та головнокомандувача Кавказького А. Барятинського.
Здобув срібну медаль за підкорення Чечні та Дагестану (1857—1859).
В серпні 1859 року був направлений в Персію до генерал-майора А. Кулебякіна до складу місії, посланої в Тавриз з метою доставити його величності шаху вітальний лист від імені намісника, кавказького князя Барятинського та інших паперів до перських міністрів. Після повернення з Персії був посланий до Тифлісу з листом шаха до намісника.
14 лютого 1861 року перський шах надав йому орден Лева і Сонця 3-го ступеня. 14 січня 1862 року переведений в губернські секретарі; найвищим наказом переведений до Канцелярії Власної ЙІВ 21 березня 1864 року; колезький секретар із 2 червня 1865 року.
На підставі наказу військового міністра від 12 липня 1864 року, як особа, що була в Чечні в червні 1859 року в головній квартирі головнокомандувача Кавказької армії в Чеченському загоні при озері Ретло в Андії, отримав право носіння на грудях найвищого встановленого знака за підкорення Кавказу.
Звільнено від служби 21 вересня 1865 року, визначено членом Пермського Комітету при Державному кіннозаводстві 06.07.1867; наданий у звання камер-юнкера Двору ЙІВ 20.04.1869; призначений головою Надзвичайних пермських губернських зборів з 20.06 по 01.07.1870 року. Був членом Присутності у селянських справах Пермської губернії. Пнреведений у титулярні радники 17 березня 1870 року, чиновник особливих доручень при Міністерстві шляхів сполучення в 1871 році. Нагороджений орденом Святого Станіслава 2-го ступеня з імператорською короною 14 квітня 1872 року. Переведений в колезькі асесори 17 березня 1873 року, чиновник особливих доручень при Міністерстві внутрішніх справ (1873).
З 1876 Нижегородський віце-губернатор, переведений у надвірні радники 13 лютого 1876 року.
У 1877 році перебував при великому князі Михайлі Миколайовичу, наміснику Кавказу і головнокомандувача Кавказької армії, як уповноважений товариства Червоного Хреста і знаходився в битвах при Авліарі і Діві-Бойні, камергер (1878).
У 1881 отримав чин дійсного статського радника, з 22 листопада 1881 по 30 грудня 1889 Таврійський губернатор. У період його керівництва губернією була заснована Таврійська вчена архівна комісія, де він виступив одним із 60 членів-засновників.
У 1886 році А. Всеволожський видав книгу «Рід Всеволозьких».

## Сім'я
Одружений з дочкою генерал-майора П. Соломирського Наталі Соломирській, в 1866 на аматорському концерті в Пермі вона, як молодша сестра Дмитра Соломирського, вперше виконала написаний тим романс «У лазурі далеко мерехтить зірка». Їх діти:
- Андрій (29.07.1867-?),
- Дмитро (10.11.1868-?),
- Наталія (23.09.1871-?),
- Катерина (28.08.1886-?)[5].

## Нагороди
Російські:
- Орден Святого Станіслава 2-го ступеня з імператорською короною
- Орден Святої Анни 2-го ступеня з мечами
- Орден Святого Володимира 3-го ступеня з мечами
- Орден Святого Станіслава 1-го ступеня
- Срібна медаль «За підкорення Чечні та Дагестану у 1857—1859 роках»
- Світло-бронзова медаль «На згадку про війну 1877—1878 років»
- Хрест «За службу на Кавказі»

Іноземні:
- італійський орден Корони, великий хрест
- перський орден Лева та Сонця 3-го ступеня[6][7]